# Zoológico de Buenos Aires
O Zoológico de Buenos Aires foi um zoológico localizado na cidade argentina de Buenos Aires. Estando no bairro portenho de Palermo, frente à Praça Itália, ocupa 18 hectares no e sua entrada principal se encontra na esquina da avenida Sarmiento e a avenida General Las Heras. Em 2016, o zoológico foi fechado e transformado no Ecoparque de Buenos Aires.
O zoológico conta com 89 espécies de mamíferos, 49 espécies de répteis e 175 espécies de aves, superando um total de 2.500 animais. A instituição cumpre as funções de conservação das espécies, de investigação e de educação.

## História
O presidente Domingo Sarmiento foi o responsável do projeto de lei para a criação do Parque Três de Fevereiro, nas terras que pertenciam antigamente a Juan Manuel de Rosas. O projeto foi apresentado em 1874, e o parque foi finalmente inaugurado em 11 de novembro de 1875, com uma seção zoológica próxima aonde se encontra na atualidade. O prédio foi propriedade do Estado Nacional até que em 1888 foi transferido para a Municipalidade de Buenos Aires. Foi assim que o Intendente da cidade, Antonio Crespo, criou o Zoológico de Buenos Aires, que foi separado do Parque.
O primeiro diretor foi Eduardo Holmberg, quem foi designado em 1888 e permaneceria em sua função durante 15 anos. Holmberg foi o encarregado de projetar a localização dos diferentes parques, lagos e avenidas, e começar com a exibição que em esse então contava com 650 animais. Nessa época os zoológicos não tinham as funciones que possuem na atualidade já que sua função era simplesmente a de um passeio recreativo, pelo que o prédio contava com muito pouco espaço para os animais e muito para a recreação dos visitantes. A arquitetura dos edifícios onde eram exibidos os animais respondia ao país de origem dos mesmos, é por esta razão que foi declarado Monumento Histórico.
Clementi Onelli foi diretor desde 1904 a 1924, e sua gestão lhe deu um grande impulso ao Jardim Zoológico. Onelli lhe agregou um aspecto didático ao zoológico, já que implementou passeios em pôneis, elefantes e camelos, aumentando a quantidade de visitantes durante o primeiro ano de sua gestão de 1.500 a 15.000. Neste zoológico nasceu o primeiro elefante asiático em cativeiro do mundo. Desde meados do século XX o zoológico começou a decair, o que facilitou os impulsos privatizadores. Em 1989 Gerardo Sofovich foi designado pelo Presidente Carlos Menem como Coordenador do Zoológico, durando o cargo até a privatização. Em 1991 a concessão do zoológico foi dada por 20 anos para una empresa privada, da qual Sofovich era acionista. Logo, a empresa Corporación Interamericana de Entretenimento se fez cargo da mesma, situação que se mantém até a atualidade.
Em 1997, o conjunto edilício paisagístico-ambiental e artístico-ornamental formado pelo jardim zoológico foi declarado Monumento Histórico Nacional, principalmente por sua arquitetura vitoriana

## Mateos
Os fins de semana, em ambas entradas do zoológico, se encontram os mateos, carruagens de passeio que percorrem Praça Itália, o zoológico, El Rosedal e outras zonas duas do Bosques de Palermo.

## Encerramento das atividades do Zoo de Buenos Aires
Em junho de 2016, a prefeitura de Buenos Aires anunciou um projeto para transformar o zoológico, uma construção do século XIX, em um moderno eco parque; com isso, 1,5 mil animais serão tirados do local.
O projeto, que não tem prazo para ser concluído, e marca a retomada pelo Estado da administração do local, que fica no bairro de Palermo, área urbana no norte da capital argentina.

## Galeria de imagens

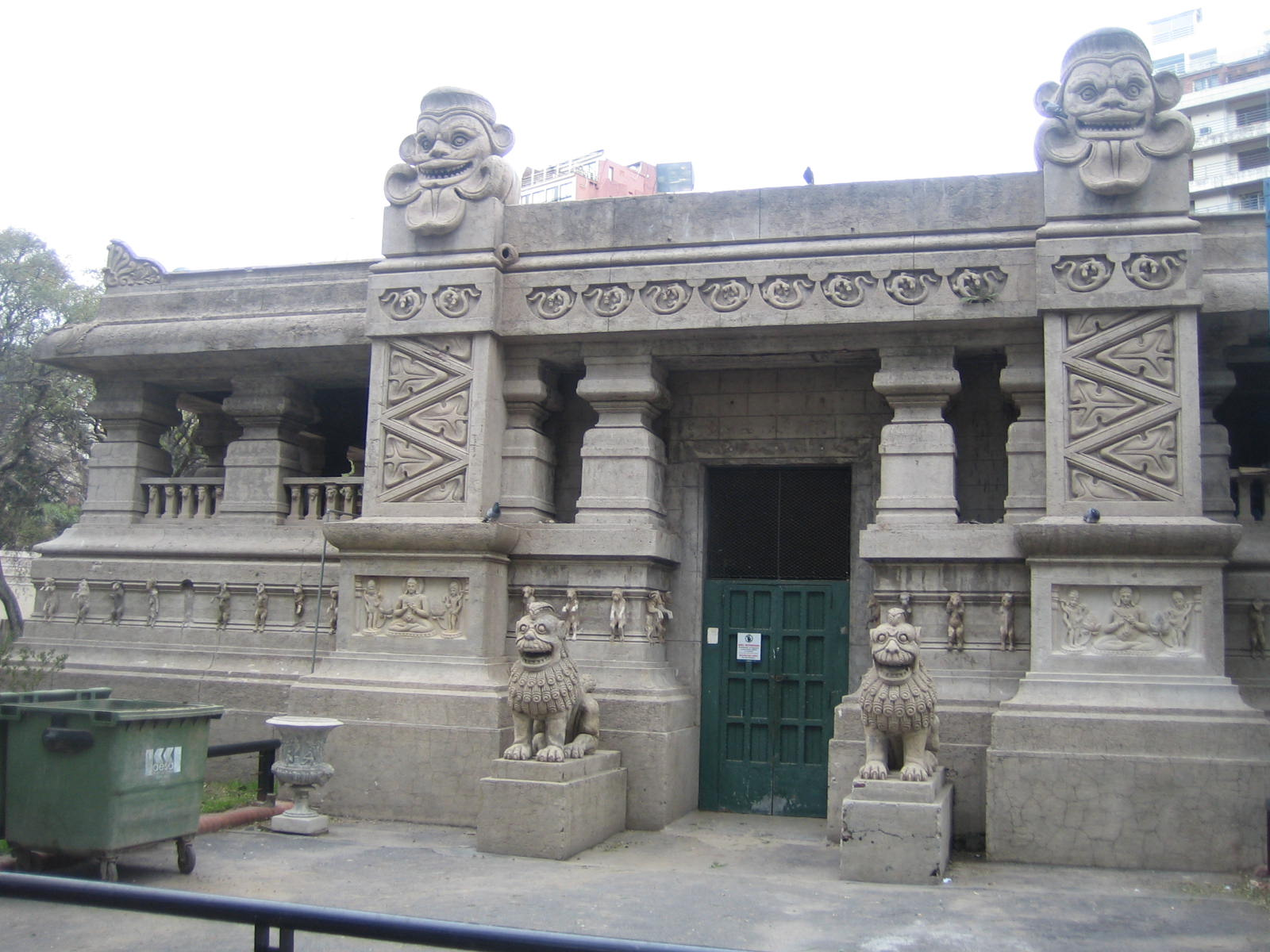
Edifício localizado dentro do zoo.
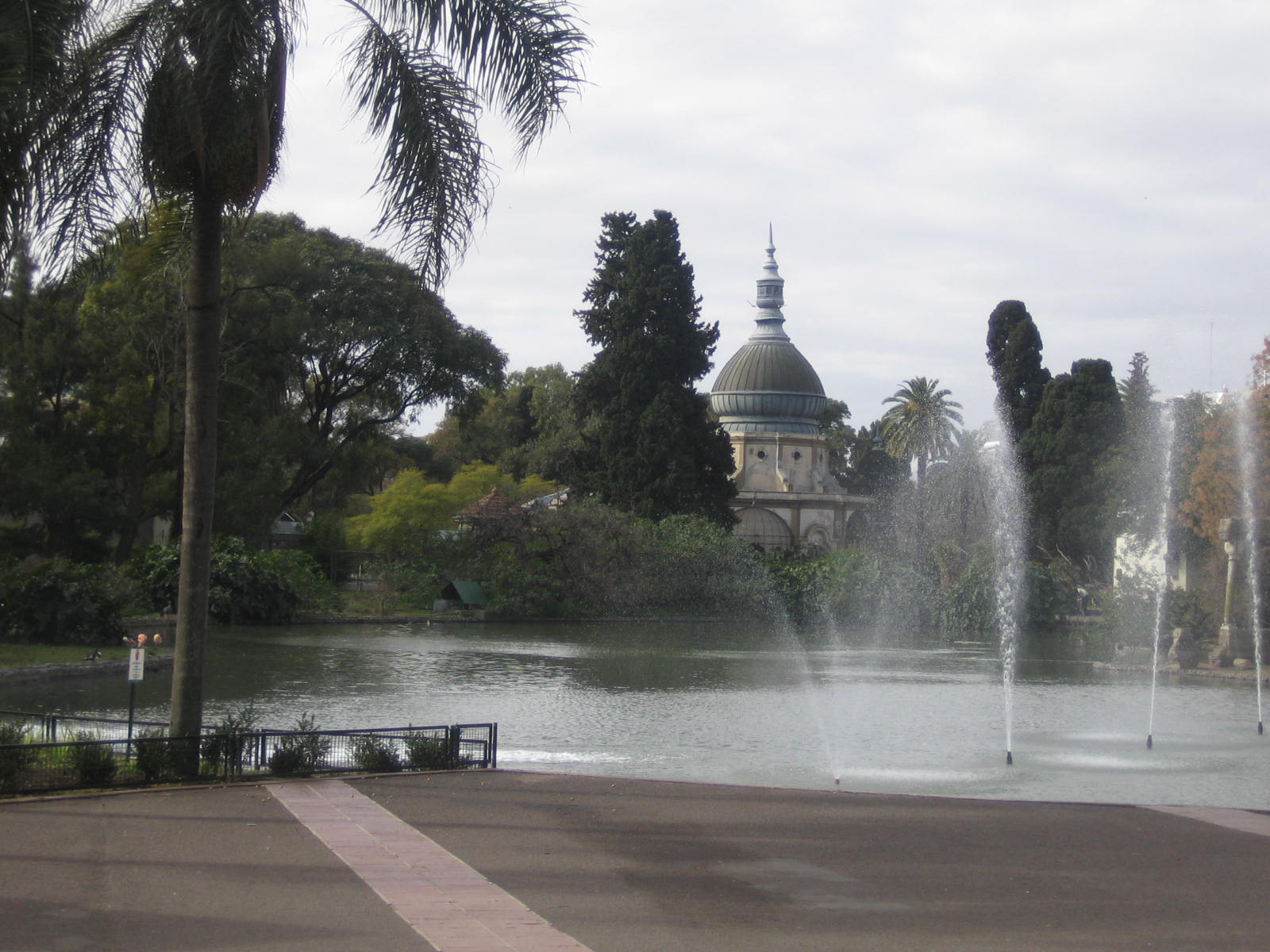
Lago próximo a entrada do zoológico pela Avenida Gral. las Heras.
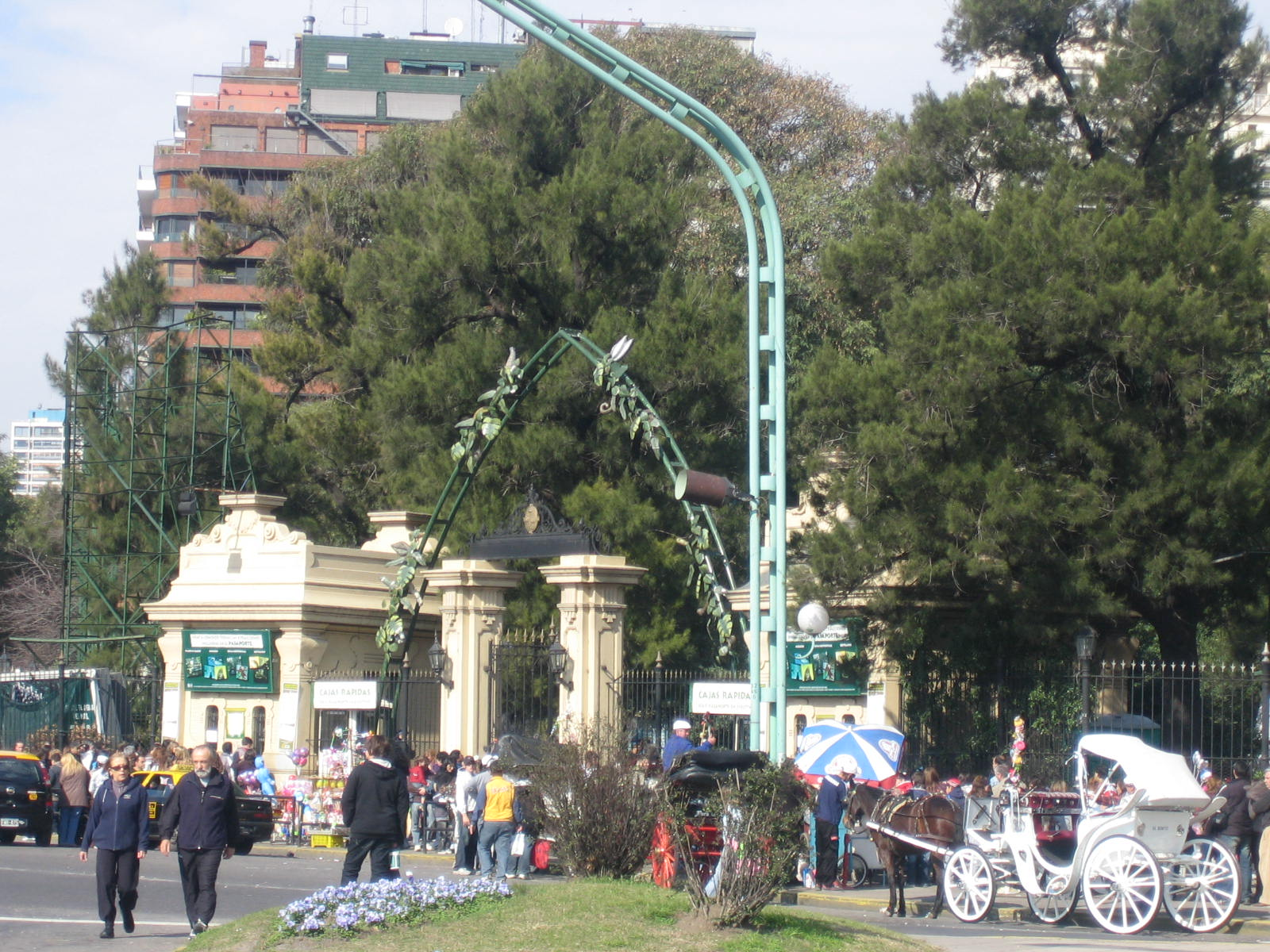
Entrada na esquina da Avenida Sarmiento com a Avenida del Libertador.